# Samsung Raemian Gangdong Palace Office Tower
La Samsung Raemian Gangdong Palace Office Tower est un gratte-ciel de 203 mètres construit en 2017 à Séoul en Corée du Sud. 